# Motim do Harlem de 1935
O motim do Harlem de 1935 ocorreu em 19 de março de 1935, na cidade de Nova Iorque, nos Estados Unidos. Foi descrito como o primeiro motim racial "moderno" no Harlem, porque foi cometido principalmente contra propriedade e não pessoas. Harlem é um bairro ao norte da ilha de Manhattan, na cidade de Nova Iorque, cuja população na época era predominantemente afro-americana.
O tumulto foi desencadeado por rumores de que um adolescente negro porto-riquenho ladrão de lojas foi espancado por funcionários de uma loja de "cinco e dez centavos" S. H. Kress. Naquela noite, uma manifestação foi realizada do lado de fora da loja e, depois que alguém jogou uma pedra na janela, ocorreu uma destruição mais geral da loja e de outras propriedades de propriedade de brancos. Três pessoas morreram, centenas ficaram feridas e cerca de US$ 2 milhões em danos foram causados a propriedades em todo o distrito. Casas e empresas de propriedade de afro-americanos foram poupadas do pior da destruição.

## Antecedentes
Durante a Grande Depressão, minorias no Harlem e em outros lugares de Nova Iorque sofreram enquanto lutavam contra o desemprego. As minorias eram frequentemente demitidas primeiro e contratadas por último em tempos de emprego flutuante,[carece de fontes?] e as condições eram sombrias.

### Incidente incitante
Às 2:30 da tarde de 19 de março de 1935, um funcionário da loja Kress Five and Ten na 256 W. 125th Street (do outro lado da rua do Apollo Theater) pegou Lino Rivera, de 16 anos, furtando um canivete de 10 centavos; o adolescente era um porto-riquenho negro. Quando seu captor ameaçou levar Rivera para o porão da loja e "dar uma surra nele", Rivera mordeu a mão do funcionário. O gerente interveio e a polícia foi chamada, mas Rivera acabou sendo liberado. Enquanto isso, uma multidão começou a se reunir do lado de fora em torno de uma mulher que testemunhou a apreensão de Rivera; ela gritava que Rivera estava sendo espancado. Quando uma ambulância apareceu para tratar dos ferimentos do funcionário que havia sido mordido, pareceu confirmar a história da mulher. Quando a multidão notou um carro fúnebre estacionado do lado de fora da loja, começou a circular o boato de que Rivera havia sido espancado até a morte. A mulher que havia dado o alarme foi presa por conduta desordeira, a loja Kress Five and Ten foi fechada mais cedo, e a multidão foi dispersada pela polícia. Depois que o tumulto começou, a polícia decidiu pegar Rivera para mostrar que ele estava ileso, mas não o apresentou até a manhã seguinte porque o adolescente havia dado um endereço falso quando foi detido pela primeira vez.

## Motim

### Eclosão
No início da noite, um grupo chamado Young Liberators iniciou uma manifestação do lado de fora da loja, atraindo rapidamente milhares de pessoas. Folhetos foram distribuídos: um tinha como manchete "Criança Brutalmente Espancada". Outro denunciava "a surra brutal de um garoto de 12 anos... por pegar um doce".
Em algum momento, alguém jogou uma pedra, quebrando a janela da loja Kress Five and Ten, e a destruição e os saques começaram a se espalhar para o leste e oeste na 125th Street, visando empresas de propriedade de brancos entre a Quinta e a Oitava avenidas. Algumas lojas postaram placas que diziam "Loja de Cor" ou "Ajuda de Cor Empregada Aqui". Nas primeiras horas da manhã, enquanto a revolta se espalhava para o norte e para o sul, a polícia pegou Lino Rivera no apartamento de sua mãe e tirou uma foto dele com um policial; cópias foram distribuídas por todo o Harlem para mostrar que Rivera não havia sido ferido. O prefeito de Nova Iorque, Fiorello La Guardia, também mandou desenhar cartazes pedindo o retorno à paz.

### Consequências e investigação
No final do dia seguinte, as ruas do Harlem estavam em ordem. Três negros foram mortos, 125 pessoas foram presas e 100 pessoas ficaram feridas. O promotor público William C. Dodge culpou a incitação comunista. O prefeito LaGuardia criou uma comissão multirracial do prefeito sobre as condições no Harlem, liderada pelo sociólogo afro-americano E. Franklin Frazier e com membros incluindo o juiz Hubert Thomas Delany, Countee Cullen e o líder trabalhista A. Philip Randolph, para investigar as causas do motim. O comitê emitiu um relatório, O Negro no Harlem: um Relatório sobre as Condições Sociais e Econômicas Responsáveis pela Revolta de 19 de março de 1935, que descreveu o motim como "espontâneo" sem "nenhuma evidência de qualquer programa ou liderança dos manifestantes". O relatório identificou "injustiças de discriminação no emprego, as agressões da polícia e a segregação racial" como condições que levaram ao início do motim. O relatório parabenizou as organizações comunistas por merecerem "mais crédito do que qualquer outro elemento no Harlem por impedir um conflito físico entre brancos e negros". Alain Locke foi nomeado para implementar as descobertas do relatório.
O prefeito Fiorello La Guardia arquivou o relatório do comitê e não o tornou público. O relatório seria desconhecido, exceto que um jornal negro de Nova Iorque, o Amsterdam News, posteriormente o publicou em formato serial.

## Análise histórica
Jeffrey Stewart, professor de história na Universidade George Mason, descreveu o motim do Harlem de 1935 como "o primeiro motim racial moderno", acrescentando que "simbolizou que o otimismo e a esperança que alimentaram o Renascimento do Harlem estavam mortos".
O sociólogo Allen D. Grimshaw chamou o motim do Harlem de 1935 de "a primeira manifestação de uma forma 'moderna' de revolta racial", citando três critérios:
1. "violência dirigida quase inteiramente contra a propriedade"
2. "a ausência de conflitos entre grupos raciais"
3. "lutas entre a população negra de classe baixa e as forças policiais"

Enquanto os distúrbios raciais anteriores foram caracterizados por confrontos violentos entre grupos de manifestantes negros e brancos, os distúrbios subsequentes assemelhar-se-iam ao distúrbio no Harlem.